# Matteo Negri (cestista)
Matteo Negri (Bologna, 30 luglio 1991) è un cestista italiano.

## Carriera
Cresciuto nelle giovanili della Virtus Bologna sin dal 2005, ha esordito in prima squadra in Serie A nel 2009; nella stagione 2009-2010 ha collezionato in totale 5 presenze in massima serie.
Nelle successive tre stagioni ha giocato in prestito, prima al Gira Ozzano (A Dilettanti), poi a Trento (DNA) e infine a Lucca (sempre in DNA).
Ha fatto poi ritorno alla Virtus, con cui ha disputato la Serie A 2013-2014.
Il 30 settembre 2022 viene ufficializzato alla Fortitudo Agrigento per la Serie A2 2022-2023.
Nella stagione 2023-2024 viene ingaggiato dalla Janus Basket Fabriano militante nel campionato di serie B nazionale.